# Dados de rol

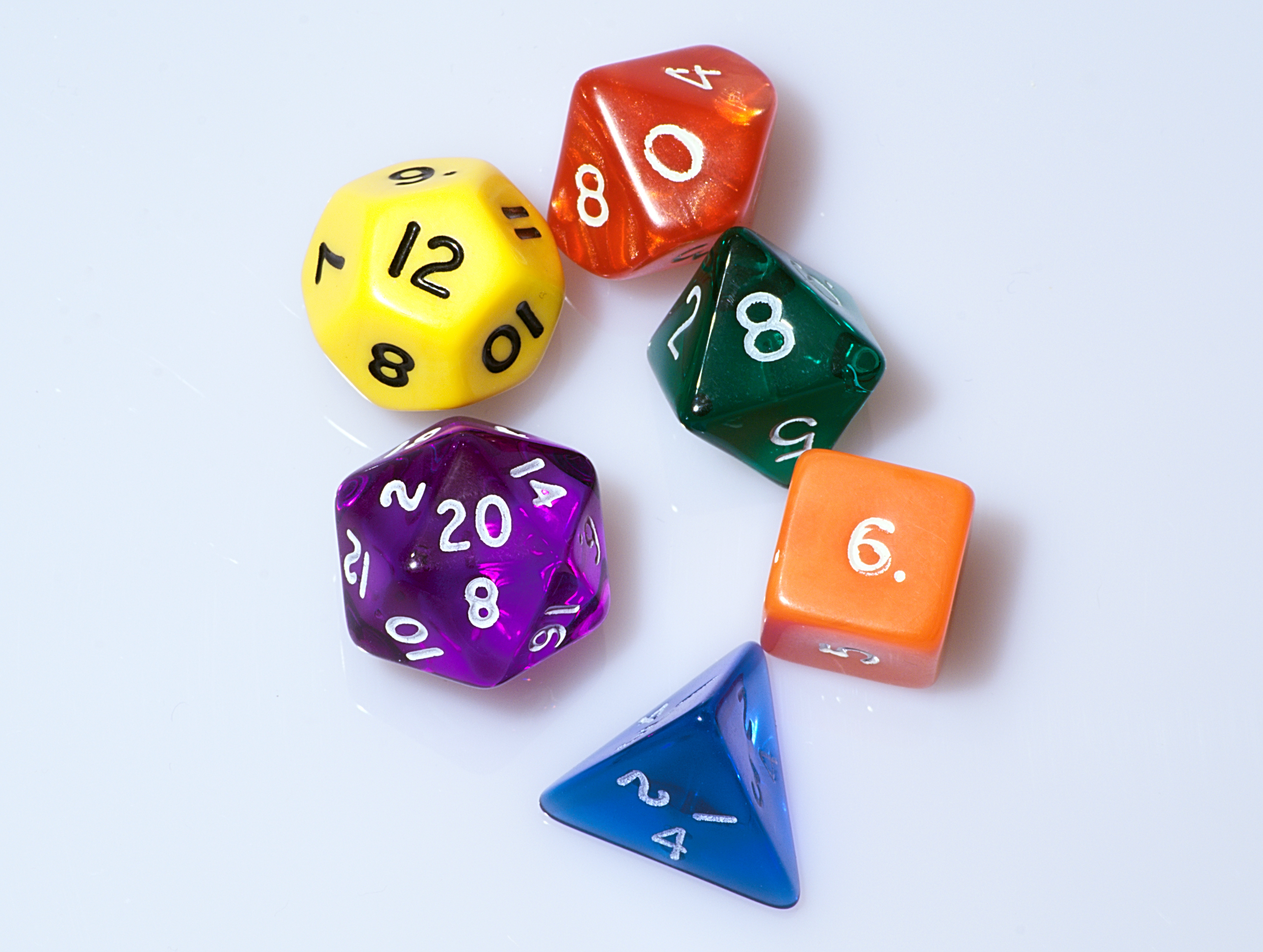
Set completo de dados de rol. Comenzando por abajo y en sentido contrario a las agujas del reloj: dado de cuatro caras, dado de seis, dado de ocho, dado de diez, dado de doce y dado de veinte.

Los dados de rol son aquellos dados usados habitualmente en los juegos de rol. Aunque no se trate de dados fabricados o inventados únicamente para jugar a rol el uso de la lengua les atribuye esta apelación en el contexto de los juegos de rol o juegos afines, como los wargames.

## Descripción general

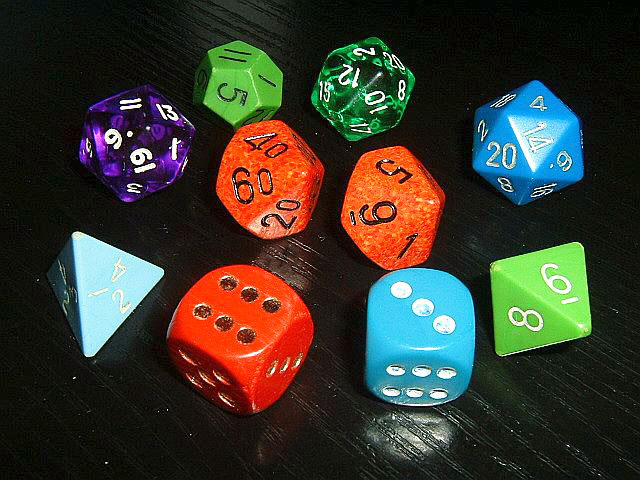
Los dados de rol pueden ser de plástico o de madera, opacos o transparentes, de colores lisos o colores irisados etc.

Un dado es por definición un objeto concebido para que al ser lanzado y rodado, uno de sus posibles resultados, el que queda en posición superior (o en la arista inferior en algunos dados de cuatro) una vez que el dado se ha inmovilizado, indique un resultado. Los objetos más apropiados para ser utilizados como dados serán pues aquellos a los que se les haya dado la forma de poliedros, aunque desde la antigüedad también se han usado huesecillos de animales. En el caso de los juegos de rol se usan sobre todo poliedros y según la equidad que se desee en las probabilidades de sus resultados, la rodadura y equidad del dado serán proporcionales a la regularidad de las caras y aristas del poliedro sobre el que el dado está construido. De los seis dados que mayoritariamente se utilizan en los juegos de rol, cinco tienen la forma de los llamados cinco sólidos platónicos, los únicos cinco poliedros en ser llamados «perfectos» por ser los únicos perfectamente regulares. De estos seis dados mayoritariamente utilizados el único en no ser un sólido platónico es el dado de diez caras:
- El dado de cuatro caras suele ser un tetraedro regular.
- El dado de seis caras es un cubo (o lo que es lo mismo: un hexaedro regular).
- El dado de ocho caras es un octaedro regular.
- El dado de doce caras es un dodecaedro regular.
- El dado de veinte caras es un icosaedro regular.
- El dado de diez caras es un trapezoedro pentagonal.

Como ya se ha indicado, los seis dados anteriormente citados son los más utilizados en el dominio de los juegos de rol. Otras formas posibles incluyen al dado de treinta caras, al de cien o al de ciento veinte, así como al de sesenta, al de cincuenta, veinticuatro, dieciocho, nueve, siete, cinco, tres, dos, e incluso al de uno, pero estos dados son raros y no suelen pasar de ser meras curiosidades de coleccionista:
- El dado de treinta caras es un triacontaedro rómbico.
- El zocchiedro (el dado de cien caras más popular) no es un poliedro sino una esfera.
- El dado de ciento veinte caras es un hexaquisicosaedro.

Nótese que algunos juegos de rol usan en sus sistemas de juego algunos «dados» que serían imposibles de materializar mediante poliedros de caras regulares, como por ejemplo dados de dos o tres caras regulares. Estos pueden ser sin embargo simulados mediante la simple división de resultados. El dado de tres se obtiene por ejemplo lanzando un dado de seis caras, dividiendo el resultado entre dos y finalmente redondeándolo hacia arriba. Un resultado de 5 obtenido con un dado de seis se ve reducido a 2,5 al ser dividido por dos pero aumentado a 3 al ser redondeado al entero superior. De forma simplificada puede decirse que para hacer una tirada de dado de tres basta con lanzar un dado de seis y aplicar el siguiente patrón de resultados: los resultados 1 y 2 corresponden a 1, los resultados 3 y 4 corresponden a 2 y los resultados 5 y 6 corresponden a 3. Para efectuar una tirada de dado de dos se puede utilizar una moneda, echando a suertes un resultado de «cara o cruz» en el que «cruz» corresponde por ejemplo a 1 y «cara» corresponde a 2, o viceversa. En realidad la manera más sencilla de efectuar una tirada de dado de dos es hacer una tirada de cualquier dado y considerar que todo resultado impar corresponderá a 1 y que todo resultado par corresponderá a 2.

Estructura de un dado de 20

Estructura de un dado de 30

Finalmente pueden señalarse las siguientes propiedades referentes a la distribución de las cifras inscritas en las caras de los dados de rol:
- En un dado de cuatro caras, las cuatro sumas de las tres cifras de cada cara suelen formar la siguiente serie: 6, 7, 8, 9 (1+2+3; 1+2+4; 1+3+4; 2+3+4).
- En un dado de diez caras, la cara inscrita con el 0 suele ser la cara opuesta a la inscrita con el 9.
- En un dado de diez caras, las caras opuestas suelen sumar un total de 9 (0+9, 4+5, 6+3, 2+7, 8+1).
- En dados de seis, ocho, doce y veinte caras, la cara inscrita con la cifra más baja (1) suele ser la cara opuesta a la cara inscrita con la cifra más elevada (6, 8, 12 y 20 respectivamente).
- En un dado de seis caras, la suma de las caras opuestas suele ser igual a 7.
- En un dado de ocho caras, la suma de las caras opuestas suele ser igual a 9.
- En un dado de doce caras, la suma de las caras opuestas suele ser igual a 13.
- En un dado de veinte caras, la suma de las caras opuestas suele ser igual a 21.
- En un dado de treinta caras, la suma de las caras opuestas suele ser igual a 31.

## Notación
En la jerga de los jugadores de rol, a un dado de rol se le llama por el número de caras que tenga el dado (por ejemplo se dice «dos dados de doce» para hablar de dos dados de doce caras puntuadas cada una de 1 a 12). La notación escrita de estos dados es aún más escueta pues en ella se utiliza la letra «d» de «dado» («d» en minúscula o «D» en mayúscula) seguida del número de caras que tenga el dado (según la notación habitual se escribe por ejemplo «D8» en vez de escribirse «dado de ocho»). Las notaciones de los dados descritos en el presente artículo son, pues, las siguientes:
- Para el dado de cuatro: D4
- Para el dado de seis: D6
- Para el dado de ocho: D8
- Para el dado de diez: D10
- Para el dado de doce: D12
- Para el dado de veinte: D20
- Para el dado de treinta: D30
- Para el dado de cien: D100

Sin embargo las reglas de los diferentes sistemas de juego que constituyen la gran variedad de juegos de rol existentes indican muy a menudo modificaciones a las tiradas de estos dados. Por ejemplo en la notación más habitual el número de dados de la tirada se indica delande de la «D», así como los llamados «modificadores» de la puntuación total de la tirada (que pueden ser tanto negativos como positivos) se indican detrás. A los modificadores positivos también se les suele llamar bonus o «bonificadores» del mismo modo que a los modificadores negativos también se les llama malus o «penalizadores». Los modificadores, positivos o negativos, pueden ser tanto cantidades de puntos como nuevas tiradas de dados, pero en ambos casos tienen la finalidad de modificar una tirada. En las páginas de los manuales de juegos de rol es raro ver notaciones o tiradas de dados indicadas con espacios intercalados, en general los signos de la notación se escriben sin ningún espacio intercalado.
He aquí algunos ejemplos de notaciones de dados acompañadas de sus respectivas lecturas:
- 3D4+1 = «tres dados de cuatro caras más un punto adicional» (resultado mínimo: 4, resultado máximo: 13)
- 3D6 = «tres dados de seis caras» (resultado mínimo: 3, resultado máximo: 18)
- 2D6x5 = «dos dados de seis caras multiplicados por 5» (resultado mínimo: 10, resultado máximo: 120)
- 2D6+6 = «dos dados de seis caras más seis puntos adicionales» (resultado mínimo: 8, resultado máximo: 18)
- 1D100[3] = «un dado de cien caras» (resultado mínimo: 1, resultado máximo: 100)
- 2D8-1 = «dos dados de ocho caras menos un punto» (resultado mínimo: 1, resultado máximo: 15)
- 1D10+2D6 = «un dado de diez caras más dos dados de seis caras» (resultado mínimo: 3, resultado máximo: 22)
- 1D20+2 = «un dado de veinte caras más dos puntos adicionales» (resultado mínimo: 3, resultado máximo: 22)

Estructura de algunos dados de 4

Estos ejemplos ni son exhaustivos ni son necesariamente los más representativos de las notaciones escritas en los manuales de los juegos de rol. Las notaciones dependen esencialmente de las reglas de las que derivan... y reglas hay tantas como sistemas de juego han sido concebidos desde el advenimiento de los juegos de rol a mediados de los años 70. Algunos juegos de rol no necesitan aplicar todas estas indicaciones de notación por una simple cuestión de adaptación a sus respectivos sistemas de juego. El juego de rol Star Wars, editado por West End Games en los años 80 y 90, por ejemplo, nota sus tiradas de dados únicamente con la letra «D», pues los únicos dados usados en este juego son los de seis caras y no hay por tanto ninguna necesidad de notar el número de caras de los dados al no haber otros tipos de dado que intervengan en su sistema de juego. Una notación de este tipo sería la siguiente: 3D+2, en cuya lectura («tres dados más dos») se sobreentiende que la letra «D» sólo se refiere a dados de seis caras. Otro ejemplo: en el caso del sistema d20 la inmensa mayor parte de las notaciones se refieren a los modificadores de una tirada de dado de veinte, por lo que se anotan indicando únicamente el modificador, por ejemplo «+5», «+7», «-3» etc.

## Historia
En lo que se refiere a los cinco dados basados en los cinco sólidos platónicos es muy posible que estas cinco formas perfectas, que recibían por ejemplo una adoración particular por parte de las antiguas sectas pitagóricas de los siglos V y IV antes de Cristo, fuesen usadas ya desde la antigüedad para fabricar dados que tuviesen tales formas, pues su perfecta regularidad es ideal para obtener una rodadura que permita la aleatoriedad objetiva y equitable que se espera de un dado. El icosaedro regular había sido utilizado durante la Antigua Roma para la fabricación de dados, como lo demuestran dos dados de veinte caras de la Antigua Roma conservados en el Museo Británico. No se sabe sin embargo para qué actividad fueron fabricados estos dados, si para un juego o para alguna otra actividad.
Desde antaño el dado de seis caras es el más utilizado en toda clase de juegos, seguramente por la facilidad de su fabricación, pues se trata de un simple cubo. Sin embargo, con el advenimiento de los juegos de rol en los años 70, así como su rápida propagación, la utilidad de realizar tiradas de dados de menos o más de seis caras se hizo patente, principalmente tanto por la mayor complejidad de las reglas de los juegos de rol (al menos en comparación con las reglas de otros juegos) como por la gran variedad de situaciones en las que se encuentran los jugadores de una partida de rol. Disponer de una mayor variedad de dados permite en efecto aumentar las posibilidades de representación de las situaciones virtuales de un juego de rol. Como ejemplo pueden citarse los daños causados por armas en la cuarta edición del juego de rol Stormbringer (edición traducida al castellano por Joc Internacional en 1990): una daga inflige un número de puntos de daño determinados por la tirada de un dado de cuatro caras más 2 puntos suplementarios (1D4+2), una espada corta 1D6+1, un hacha de batalla 1D8+2, una lanza larga 1D10+1 etc.

## El dado de seis
El tradicional dado de seis caras ha dado su nombre a un sistema de juego de rol en el que se usan exclusivamente dados de seis caras: el «sistema D6». Inventado por los diseñadores de juegos de la editorial Chaosium para un juego de la editorial West End Games (Los Cazafantasmas, 1986) el sistema D6 se popularizó sobre todo a partir de la aparición del juego de rol Star Wars (1987), cuyo sistema de juego estaba enteramente constituido por el sistema D6. Este sistema de juego está basado en la atribución de un cierto número de dados a las características y habilidades de los personajes jugadores. La resolución de las acciones se lleva a cabo obteniendo en cada tirada un resultado igual o superior a un valor expresado en puntos de dificultad, dificultad determinada por el director de juego siguiendo lo estipulado por la reglas del juego. Cuantos más dados tiene un personaje en una habilidad mayores posibilidades tiene su jugador de superar las dificultades que se presentan al realizar acciones que requieran dicha habilidad. En este sistema de juego la notación de los dados se hace mediante la simple letra «D» precedida del número de dados requeridos en la tirada. Ninguna otra cifra sigue a la letra «D» para indicar un número de caras de dado, pues todos los dados que requiere este sistema de juego tienen seis caras y no es necesario señalar el número de estas. Por ejemplo un jugador de Star Wars quiere reparar su nave espacial y dispone de cuatro dados más un punto (4D+1) en la habilidad «reparar naves espaciales» (4D+1 se lee «cuatro dados más uno» en la notación abreviada del sistema D6). Según los daños o las averías recibidos por la nave durante la partida (o durante una partida precedente) el director de juego determina una dificultad más o menos elevada. El juego aconseja la siguiente escala de números de dificultad:
- De 3 a 5: tarea muy fácil
- De 6 a 10: tarea fácil
- De 11 a 15: tarea de dificultad moderada
- De 16 a 20: tarea difícil
- De 21 a 30: tarea muy difícil

Si los daños causados en la nave son lo bastante graves el director de juego podrá, por ejemplo, determinar una dificultad de 15. La tirada de dados del jugador en su habilidad «reparar naves espaciales» (4D+1 siguiendo el ejemplo citado) resultará de la suma obtenida al tirar los cuatro dados de seis caras (4D+1) más el punto adicional que se ha de sumar al total (4D+1). Para que a efectos de juego la nave espacial vuelva a estar en condiciones normales el resultado de la tirada del jugador debe ser igual o superior a la dificultad que el director de juego había establecido: 15.
En el caso del juego de rol Star Wars de West End Games los puntos adicionales de las habilidades son sólo uno o dos, el tercero se convierte siempre en un dado suplementario. Si por ejemplo un jugador tiene un personaje con 3D+1 en la habilidad «negociar» el sistema de reglas de experiencia le permitirá, con el tiempo, aumentar su habilidad a 3D+2. En cambio, un nuevo aumento del grado de habilidad supondrá pasar, no a un grado de 3D+3 sino a uno de 4D, pues tres puntos adicionales se convierten en un dado más para la habilidad. Las etapas siguientes en el perfeccionamiento de esa habilidad, si las hay, serán pues de 4D+1, 4D+2, 5D, 5D+1, 5D+2, 6D, 6D+1 etc.
Otros sistemas de juego han estado basados en tiradas de dados de seis caras pero sin usar el sistema D6 propiamente dicho. Una simplificación del juego de rol de la Tierra Media utilizó, por ejemplo, exclusivamente dados de seis caras.

## El dado de veinte
Como ha sido indicado anteriormente el uso de dados de veinte caras remonta a la antigüedad. También era utilizado en juegos de guerra de los años 60 y fue pues uno de los primeros en ser utilizado en los juegos de rol, particularmente en 1974 con la versión original del juego Dungeons & Dragons, primer juego de rol en ser comercializado. De las sucesivas ediciones del juego la tercera (editada en 2000) estableció el llamado sistema d20, sistema de reglas del que es propietaria la editorial Wizards of the Coast, quien lo ha extrapolado a otros juegos de rol desde entonces. Según este sistema los personajes tienen modificadores que expresan sus habilidades. Lanzando el dado de veinte y sumando el resultado a su modificador el jugador consigue la acción que su personaje quería llevar a cabo. Por ejemplo un jugador tiene un +5 en la habilidad de leer y está intentando descifrar un pergamino antiguo. Si el director de juego impone una dificultad de 24 el personaje jugador sólo podrá descifrar el pergamino si su jugador obtiene un 19 o un 20 con su dado.
Otros sistemas de juego conceden al dado de veinte un papel central, pero no por ello se les ha de confundir con el sistema d20. Por ejemplo Pendragón (1985), de Greg Stafford, utiliza el dado de 20 como si de un dado porcentual se tratase, considerando las tiradas exitosas como aquellas que son iguales o inferiores al grado de habilidad del jugador.

## El dado de cien

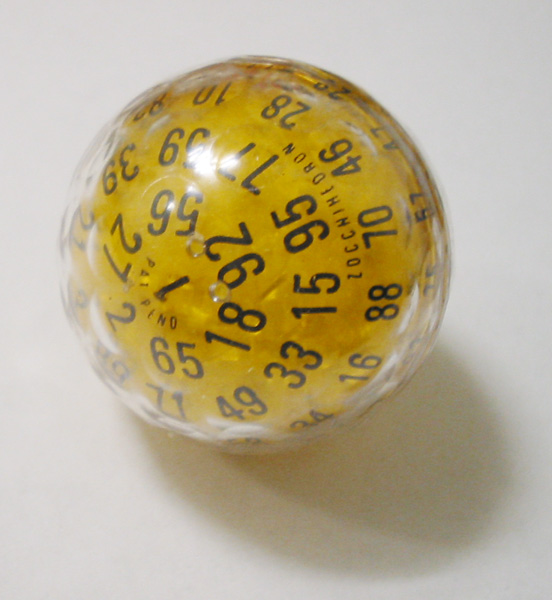
El zocchiedro, el dado de cien caras más popular.

El dado de cien "caras" más popular no tiene en realidad "caras" ni es tampoco en realidad un poliedro, sino que es una esfera. Bautizado en inglés con la patente Zocchihedron (o «zocchiedro» en castellano) fue inventado y lanzado al mercado en 1985 por el estadounidense Lou Zocchi, pero no ha conseguido venderse con éxito porque su rodadura tarda demasiado tiempo en detenerse y porque muchas veces la lectura del resultado de su tirada es confusa o ambigua. Debido a estos problemas el invento de Zocchi no ha modificado esencialmente el comportamiento de los jugadores de rol en lo que se refiere a su manera de obtener sus tiradas de dado de cien. Tanto antes como después de 1985, año de introducción del zocchiedro en el mercado, los jugadores de rol siempre han recurrido y siguen recurriendo, en su inmensa mayor parte, al uso de dos dados para obtener un resultado comprendido entre 1 y 100. Los primeros dados utilizados con este fin fueron los de veinte caras: en los años 70, con la comercialización de los primeros juegos de rol en requerir tiradas de dado de cien (RuneQuest, de 1978, fue por ejemplo el primero en usar el dado de cien como la expresión de un porcentaje), se empezó también a comercializar, y se comercializa aún hoy en día, un modelo de dado de veinte cuyas caras están inscritas en dos series numeradas de 0 a 9 (dos caras con un 0, dos caras con un 1, dos caras con un 2 etc). Una tirada combinada de dos de estos dados ofrecerá entonces necesariamente un número total de cien combinaciones posibles. Usados de este modo uno de los dados servirá para indicar las decenas del resultado comprendido entre 1 y 100, mientras que el otro indicará las unidades. Para distinguirlos basta con usar dos dados de colores diferentes y decidir previamente cual indica las decenas y cual las unidades. Si no se tienen dados de veinte inscritos de 0 a 9 se pueden usar dos dados de veinte convencionales, numerados de 1 a 20. Para simular un dado de cien con dos de estos dados el 1 y el 20 han de contar siempre como 0, mientras que el resto de cifras deben ser divididas por dos pero redondeando hacia abajo los resultados (un resultado de 3, por ejemplo, corresponde a un resultado de 1 pues 3 dividido por dos = 1,5 y 1,5 redondeado hacia el entero inferior = 1). A partir de 1980 el uso de dados de veinte caras para hacer tiradas de dado de cien fue progresivamente reemplazado por el uso de dados de diez, que fueron presentados por primera vez al público en las Gen Con de ese año como un nuevo invento, aunque en realidad la patente del dado de diez caras ya existía en Estados Unidos al menos desde el año 1906.
Algunos dados de diez tienen directamente inscritas las cifras de las decenas (10, 20, 30, 40, 50, 60, 70, 80, 90, 00). Si se combina uno de estos dados con otro dado de diez inscrito en unidades (1, 2, 3, 4, 5, 6, 7, 8, 9, 0) la lectura de la tirada de los dos dados se hace siguiendo el orden decenas-unidades. Por ejemplo un resultado de 10/8 es un 18, 00/0 es un 100, 00/1 es un 1, 00/9 es un 9, 40/4 es un 44, 70/3 es un 73 etc. Dos dados de diez inscritos únicamente en unidades pueden realizar la misma función, basta con que puedan ser diferenciados fácilmente el uno del otro y que los jugadores se pongan de acuerdo sobre cual indica las decenas y cual las unidades, como se hace con los dados de veinte numerados de 0 a 9. Si por ejemplo un grupo de jugadores dispone de dos dados de diez, uno verde y otro negro, y consensúan que el dado verde indicará las decenas y el negro las unidades, un resultado de 1 (en el verde) y de 8 (en el negro) es un 18, 0/0 es un 100, 0/1 es un 1, 0/9 es un 9, 4/4 es un 44, 7/3 es un 73 etc. De un modo ideal algunos jugadores prefieren los dados de veinte a los dados de diez por tener una forma más regular y ofrecer una rodadura más equitable. Efectivamente el dado de veinte (en forma de icosaedro regular), es uno de los cinco dados correspondientes a los cinco sólidos platónicos, los únicos que por su forma completamente regular pueden ofrecer una rodadura idealmente equitable.
No todos los juegos de rol requieren el uso de dados de cien, pero en aquellos que lo usan el dado de cien suele ser usado de dos maneras diferentes: o bien para obtener una cantidad de puntos comprendida entre 1 y 100 o bien para realizar una tirada cuyo porcentaje de éxito ya se conoce previamente:

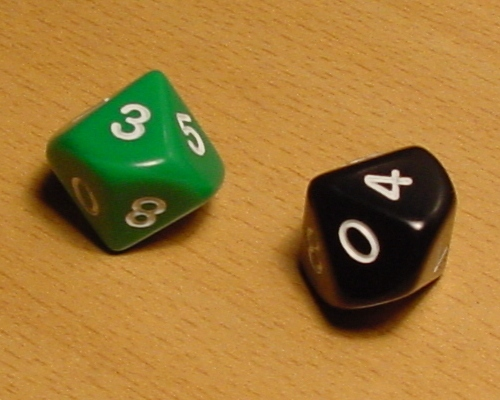
Si se determina previamente cual marca las decenas y cual las unidades, dos dados de diez caras pueden funcionar como un dado de cien. En los dados verde y negro de la imagen, por ejemplo, el resultado es un 34 si previamente se ha determinado que «marca el verde».

- Obtener una cantidad de puntos comprendida entre 1 y 100. Un buen ejemplo es el de los sistemas de juego de los juegos de rol Rolemaster (1980) y El Señor de los Anillos (1984), en los que a los resultados de las tiradas de dado de cien se les añaden modificadores positivos o negativos, obteniendo de este modo una cantidad total de puntos, cantidad que será consultada en una tabla. Según la cantidad total obtenida la tabla determina el resultado de la acción emprendida o la consecuencia de la tirada.

- Expresar una resolución de acción cuyo éxito o fracaso están determinados por un porcentaje previamente conocido. Un buen ejemplo es el del juego de rol RuneQuest (1978). El sistema de juego de RuneQuest fue sintetizado en un sistema genérico adaptable a toda clase de universos de ficción: el sistema Basic Role-Playing (1980). A este sistema también se le llama «sistema Chaosium» (por haber sido inventado por el editor Chaosium), «sistema D100» (por utilizar un dado de cien) o «sistema porcentual» (porque en él las tiradas de dado de cien expresan un porcentaje). Su funcionamiento es bastante simple: si por ejemplo un personaje jugador dispone de un porcentaje de éxito de 75% en una habilidad concreta (trepar, nadar, negociar un precio con un personaje no jugador, disparar una flecha con un arco, leer o escribir etc) la realización de una acción en el ámbito de esa habilidad se considerará exitosa si la tirada del dado de cien por parte del jugador es igual o inferior a 75. A dos dados de veinte o de diez usados de este modo se les llama «dados porcentuales» e incluso «dado porcentual», en singular. Cada punto de la graduación que va de 1 a 100 recibe entonces el nombre de «percentil». Por ejemplo un personaje jugador de la tercera edición de RuneQuest dispone de un porcentaje de 53% en la habilidad «remar», se encuentra a bordo de un bote e intenta cruzar un río remando de una orilla a otra... sin embargo el director de juego determina que ese día la corriente del río es más fuerte que de costumbre e impone al jugador un modificador negativo de diez «percentiles»: el personaje jugador conseguirá llegar al punto de la orilla opuesta que él desea si la tirada de su jugador es igual o inferior a 43.